# Alex Close
Alex Close (* 26. November 1921 in Moignelée; † 21. Oktober 2008 in Ligny) war ein belgischer Radrennfahrer.

## Sportliche Laufbahn
Close war im Straßenradsport aktiv. Von 1947 bis 1959 war er Unabhängiger und Berufsfahrer. 1955 wurde er Gesamtsieger der Belgien-Rundfahrt vor Marcel Ernzer. Das Critérium du Dauphiné Libéré 1956 gewann er vor Antonin Rolland. Er holte einen Tageserfolg in dem Etappenrennen. 1951 und 1953 gewann er jeweils eine Etappe der Luxemburg-Rundfahrt, 1953 und 1954 in der Belgien-Rundfahrt.  1955 gewann er eine Etappe der Dwars door Vlanderen. Das Eintagesrennen Hoeilaart–Diest–Hoeilaart entschied er 1956 für sich. 
Zweiter wurde Close 1953 in der Luxemburg-Rundfahrt. 
Dritte Plätze holte er bei in der Algerien-Rundfahrt 1950 und bei Lüttich–Bastogne–Lüttich 1956. 
Die Tour de France bestritt er sechsmal. 1952 wurde er 7., 1953 4., 1954 29., 1955 9. und 1956 17. der Gesamtwertung. 1957 war er ausgeschieden. Im Giro d’Italia 1952 kam er auf den 13. Gesamtrang.